# Seven de la República 1992
El Seven de la República de 1992 fue la décima edición del torneo de rugby 7 de fin de temporada para uniones regionales afiliadas a la Unión Argentina de Rugby y la cuarta en ser organizada en la ciudad de Paraná, Entre Ríos. Se llevó a cabo el 28 y 29 de noviembre de 1992 en El Plumazo, sede del Club Atlético Estudiantes de Paraná.
El torneo volvió a disputarse luego de dos años tras la cancelación del campeonato de 1991, causado por razones económicas y por la cercanía con la Copa Mundial de Rugby de 1991. Participó por primera vez en esta edición la Unión de Rugby de la Cuenca del Salado, una nueva unión regional aceptada por la UAR en calidad de unión invitada.
La Unión de Rugby del Nordeste clasificó a su segunda final en cuatro ediciones, consiguiendo su primer título al vencer en la final a la Unión de Rugby de Rosario 31-12. El medio-scrum Walter Scordo anotó un try y una conversión en la final, siendo elegido como el mejor jugador del torneo.

## Equipos participantes
Participaron del torneo veinte equipos: diecisiete uniones provinciales, dos selecciones nacionales de Sudamérica y un seleccionado representativo de la Unión Argentina de Rugby.
| Equipo              | Unión                                                     |
| ------------------- | --------------------------------------------------------- |
| Alto Valle          | Unión de Rugby del Alto Valle de Río Negro y Neuquén      |
| Buenos Aires        | Unión Argentina de Rugby                                  |
| Centro              | Unión de Rugby del Centro de la Provincia de Buenos Aires |
| Córdoba             | Unión Cordobesa de Rugby                                  |
| Cuenca del Salado   | Unión de Rugby de la Cuenca del Salado                    |
| Cuyo                | Unión de Rugby de Cuyo                                    |
| Entre Ríos          | Unión Entrerriana de Rugby                                |
| Mar del Plata       | Unión de Rugby de Mar del Plata                           |
| Misiones            | Unión de Rugby de Misiones                                |
| Nordeste            | Unión de Rugby del Nordeste                               |
| Oeste               | Unión de Rugby del Oeste de Buenos Aires                  |
| Paraguay            | Unión de Rugby del Paraguay                               |
| Rosario             | Unión de Rugby de Rosario                                 |
| Salta               | Unión de Rugby de Salta                                   |
| San Juan            | Unión Sanjuanina de Rugby                                 |
| Santa Fe            | Unión Santafesina de Rugby                                |
| Santiago del Estero | Unión Santiagueña de Rugby                                |
| Sur                 | Unión de Rugby del Sur                                    |
| Tucumán             | Unión de Rugby de Tucumán                                 |
| Uruguay             | Unión de Rugby del Uruguay                                |

En cursiva los seleccionados internacionales invitados.

## Formato
Los veinte equipos fueron divididos en cuatro grupos de cinco equipos cada uno. Cada grupo se resuelve con el sistema de todos contra todos a una sola ronda; la victoria otorga 2 puntos, el empate 1 y la derrota 0 puntos.
Los ganadores de cada grupo clasifican directamente a los cuartos de final de la Zona Campeonato, mientras que los segundos y terceros clasifican a los octavos de final de la misma. Los equipos restantes continúan su campaña en los octavos de final de la Zona Estímulo.

## Fase de grupos

### Zona A
| Pos | Equipos         | Partidos | Partidos | Partidos | Tantos | Tantos | Tantos | Pts |
| Pos | Equipos         | G        | E        | P        | PF     | PC     | DP     | Pts |
| --- | --------------- | -------- | -------- | -------- | ------ | ------ | ------ | --- |
| 1.° | Uruguay         | 3        | 0        | 1        | 59     | 54     | +5     | 6   |
| 2.° | Santa Fe        | 2        | 1        | 1        | 51     | 30     | +21    | 5   |
| 3.° | Buenos Aires    | 2        | 0        | 2        |        |        |        | 4   |
| 4.° | Sgo. del Estero | 1        | 0        | 3        | 21     | 82     | -61    | 2   |
| 5.° | Misiones        | 0        | 1        | 3        |        |        |        | 1   |

|  | Clasifica a cuartos de final de Zona Campeonato |
|  | Clasifica a octavos de final de Zona Campeonato |
|  | Clasifica a Zona Estímulo                       |

### Zona B
| Pos | Equipos          | Partidos | Partidos | Partidos | Tantos | Tantos | Tantos | Pts |
| Pos | Equipos          | G        | E        | P        | PF     | PC     | DP     | Pts |
| --- | ---------------- | -------- | -------- | -------- | ------ | ------ | ------ | --- |
| 1.° | Tucumán          | 4        | 0        | 0        | 141    | 22     | +119   | 8   |
| 2.° | Córdoba          | 3        | 0        | 1        | 99     | 40     | +59    | 6   |
| 3.° | Entre Ríos       | 2        | 0        | 2        | 57     | 59     | -2     | 4   |
| 4.° | San Juan         | 1        | 0        | 3        | 36     | 57     | -21    | 2   |
| 5.° | Cuen. del Salado | 0        | 0        | 4        | 14     | 111    | -97    | 0   |

|  | Clasifica a cuartos de final de Zona Campeonato |
|  | Clasifica a octavos de final de Zona Campeonato |
|  | Clasifica a Zona Estímulo                       |

### Zona C
| Pos | Equipos       | Partidos | Partidos | Partidos | Tantos | Tantos | Tantos | Pts |
| Pos | Equipos       | G        | E        | P        | PF     | PC     | DP     | Pts |
| --- | ------------- | -------- | -------- | -------- | ------ | ------ | ------ | --- |
| 1.° | Nordeste      | 4        | 0        | 0        | 73     | 5      | +68    | 8   |
| 2.° | Mar del Plata | 3        | 0        | 1        | 75     | 26     | +49    | 6   |
| 3.° | Salta         | 2        | 0        | 2        | 54     | 52     | +2     | 4   |
| 4.° | Paraguay      | 1        | 0        | 3        | 36     | 57     | -21    | 2   |
| 5.° | Oeste         | 0        | 0        | 4        | 17     | 115    | -98    | 0   |

|  | Clasifica a cuartos de final de Zona Campeonato |
|  | Clasifica a octavos de final de Zona Campeonato |
|  | Clasifica a Zona Estímulo                       |

### Zona D
| Pos | Equipos    | Partidos | Partidos | Partidos | Tantos | Tantos | Tantos | Pts |
| Pos | Equipos    | G        | E        | P        | PF     | PC     | DP     | Pts |
| --- | ---------- | -------- | -------- | -------- | ------ | ------ | ------ | --- |
| 1.° | Rosario    | 4        | 0        | 0        | 85     | 14     | +71    | 8   |
| 2.° | Cuyo       | 3        | 0        | 1        | 67     | 49     | +18    | 6   |
| 3.° | Sur        | 2        | 0        | 2        | 50     | 42     | +8     | 4   |
| 4.° | Centro     | 1        | 0        | 3        | 17     | 102    | -85    | 2   |
| 5.° | Alto Valle | 0        | 0        | 4        | 0      | 120    | -120   | 0   |

|  | Clasifica a cuartos de final de Zona Campeonato |
|  | Clasifica a octavos de final de Zona Campeonato |
|  | Clasifica a Zona Estímulo                       |

## Fase final

### Zona Campeonato
Octavos de final
| 29 de noviembre | Córdoba | 31 - 0 | Sur | CA Estudiantes, Paraná |  |

| 29 de noviembre | Mar del Plata | 5 - 26 | Buenos Aires | CA Estudiantes, Paraná |  |

| 29 de noviembre | Santa Fe | 0 - 24 | Salta | CA Estudiantes, Paraná |  |

| 29 de noviembre | Cuyo | 17 - 0 | Entre Ríos | CA Estudiantes, Paraná |  |

|  | Cuartos de final | Cuartos de final | Cuartos de final |          |         | Semifinales | Semifinales | Semifinales |    |  | Final | Final | Final |  |
|  |                  |                  |                  |          |         |             |             |             |    |  |       |       |       |  |
|  |                  |                  |                  |          |         |             |             |             |    |  |       |       |       |  |
|  | A                | Uruguay          | 12               |          |         |             |             |             |    |  |       |       |       |  |
|  | A                | Uruguay          | 12               |          |         |             |             |             |    |  |       |       |       |  |
|  |                  | Córdoba (t.e.)   | 17               |          |         |             |             |             |    |  |       |       |       |  |
|  |                  | Córdoba (t.e.)   | 17               | Córdoba  | Córdoba | 12          |             |             |    |  |       |       |       |  |
|  |                  |                  |                  | Córdoba  | Córdoba | 12          |             |             |    |  |       |       |       |  |
|  |                  |                  | Rosario          | Rosario  | 21      |             |             |             |    |  |       |       |       |  |
|  | D                | Rosario          | Rosario          | Rosario  | 21      | 21          |             |             |    |  |       |       |       |  |
|  | D                | Rosario          |                  |          |         |             |             |             |    |  |       |       |       |  |
|  |                  | Buenos Aires     | 12               |          |         |             |             |             |    |  |       |       |       |  |
|  |                  |                  |                  |          |         |             | Rosario     | Rosario     | 12 |  |       |       |       |  |
|  |                  |                  |                  |          |         |             |             |             | 12 |  |       |       |       |  |
|  |                  |                  | Nordeste         | Nordeste | 31      |             |             |             |    |  |       |       |       |  |
|  | B                | Tucumán          | Nordeste         | Nordeste | 31      | 35          |             |             |    |  |       |       |       |  |
|  | B                | Tucumán          |                  |          |         |             |             |             |    |  |       |       |       |  |
|  |                  | Salta            | 7                |          |         |             |             |             |    |  |       |       |       |  |
|  |                  | Salta            | 7                | Tucumán  | Tucumán | 7           |             |             |    |  |       |       |       |  |
|  |                  |                  |                  | Tucumán  | Tucumán | 7           |             |             |    |  |       |       |       |  |
|  |                  |                  | Nordeste         | Nordeste | 17      |             |             |             |    |  |       |       |       |  |
|  | C                | Nordeste         | Nordeste         | Nordeste | 17      | 17          |             |             |    |  |       |       |       |  |
|  | C                | Nordeste         |                  |          |         |             |             |             |    |  |       |       |       |  |
|  |                  | Cuyo             | 7                |          |         |             |             |             |    |  |       |       |       |  |
|  |                  |                  |                  |          |         |             |             |             |    |  |       |       |       |  |
|  |                  |                  |                  |          |         |             |             |             |    |  |       |       |       |  |

|                  |
| Nordeste Campeón |
| Primer título    |

### Zona Estímulo
|  | Cuartos de final | Cuartos de final | Cuartos de final |          |                 | Semifinales     | Semifinales | Semifinales |  |        | Final  | Final | Final |  |
|  |                  |                  |                  |          |                 |                 |             |             |  |        |        |       |       |  |
|  |                  |                  |                  |          |                 |                 |             |             |  |        |        |       |       |  |
|  | 4.º A            | Sgo. del Estero  | 26               |          |                 |                 |             |             |  |        |        |       |       |  |
|  | 4.º A            | Sgo. del Estero  | 26               |          |                 |                 |             |             |  |        |        |       |       |  |
|  | 5.º B            | Cuen. del Salado | 0                |          |                 |                 |             |             |  |        |        |       |       |  |
|  | 5.º B            | Cuen. del Salado | 0                |          | Sgo. del Estero | Sgo. del Estero | 12          |             |  |        |        |       |       |  |
|  |                  |                  |                  |          | Sgo. del Estero | Sgo. del Estero | 12          |             |  |        |        |       |       |  |
|  |                  |                  | Centro           | Centro   | 35              |                 |             |             |  |        |        |       |       |  |
|  | 4.º D            | Centro           | Centro           | Centro   | 35              | 19              |             |             |  |        |        |       |       |  |
|  | 4.º D            | Centro           |                  |          |                 |                 |             |             |  |        |        |       |       |  |
|  | 5° C             | Oeste            | 8                |          |                 |                 |             |             |  |        |        |       |       |  |
|  | 5° C             | Oeste            | 8                |          |                 |                 |             |             |  | Centro | Centro | 12    |       |  |
|  |                  |                  |                  |          |                 |                 |             |             |  | Centro | Centro | 12    |       |  |
|  |                  |                  | Paraguay         | Paraguay | 17              |                 |             |             |  |        |        |       |       |  |
|  | 4.º B            | San Juan         | Paraguay         | Paraguay | 17              | 22              |             |             |  |        |        |       |       |  |
|  | 4.º B            | San Juan         |                  |          |                 |                 |             |             |  |        |        |       |       |  |
|  | 5.º A            | Misiones         | 0                |          |                 |                 |             |             |  |        |        |       |       |  |
|  | 5.º A            | Misiones         | 0                |          | San Juan        | San Juan        | 0           |             |  |        |        |       |       |  |
|  |                  |                  |                  |          | San Juan        | San Juan        | 0           |             |  |        |        |       |       |  |
|  |                  |                  | Paraguay         | Paraguay | 21              |                 |             |             |  |        |        |       |       |  |
|  | 4° C             | Paraguay         | Paraguay         | Paraguay | 21              | G.P.            |             |             |  |        |        |       |       |  |
|  | 4° C             | Paraguay         |                  |          |                 |                 |             |             |  |        |        |       |       |  |
|  | 5.º D            | Alto Valle       | P.P.             |          |                 |                 |             |             |  |        |        |       |       |  |
|  | 5.º D            | Alto Valle       | P.P.             |          |                 |                 |             |             |  |        |        |       |       |  |
|  |                  |                  |                  |          |                 |                 |             |             |  |        |        |       |       |  |

| Bandera de Paraguay |
| Paraguay Campeón    |
| Zona Estímulo       |